# AEKKEA-Raab R27
Die AEKKEA-Raab R27 war der Entwurf eines zweisitzigen Aufklärungsflugzeugs des griechischen Flugzeugherstellers AEKKEA-Raab aus dem Jahr 1937.

## Entwicklung
Die AEKKEA-Raab R27 entstand im AEKKEA-Konstruktionsbüro unter Georgios Pagakis als zweisitziger Aufklärer für die spanisch-republikanischen Luftstreitkräfte. Grundlage des Entwurfs war die 1934 als Wettbewerbs- und Aufklärungsflugzeug von Antonius Raab und Georg Novickis entworfene Raab R25/34 der Raab Flugzeugbau Gesellschaft in Riga. Vermutlich wurde der R27-Entwurf den republikanischen Luftstreitkräften in Spanien als zweiter Jagdflugzeug-Entwurf neben der AEKKEA-Raab R26-V vorgelegt, der allerdings in Spanien kein Interesse fand. Die Entwicklung wurde vor Erreichen des Prototypenstadiums aufgegeben.

## Konstruktion
Die Auslegung erfolgte als Tiefdecker in Gemischtbauweise. Die Flügel bestanden aus einer konventionellen Holzkonstruktion, während das Rumpfgerüst, abweichend vom Raab R25/34-Entwurf nicht in Elektron, sondern in Stahlrohrbauweise gefertigt wurde. Als Motor kam der 760 PS starke spanische Hispano-Suiza HS12Y zum Einsatz, mit dem eine Höchstgeschwindigkeit von 430 km/h erreicht werden sollte.